# Kryštofovy hřbety
Kryštofovy hřbety jsou geomorfologický okrsek v severozápadní části Ještědského hřbetu. Ležící v okrese Liberec v Libereckém kraji.

## Poloha

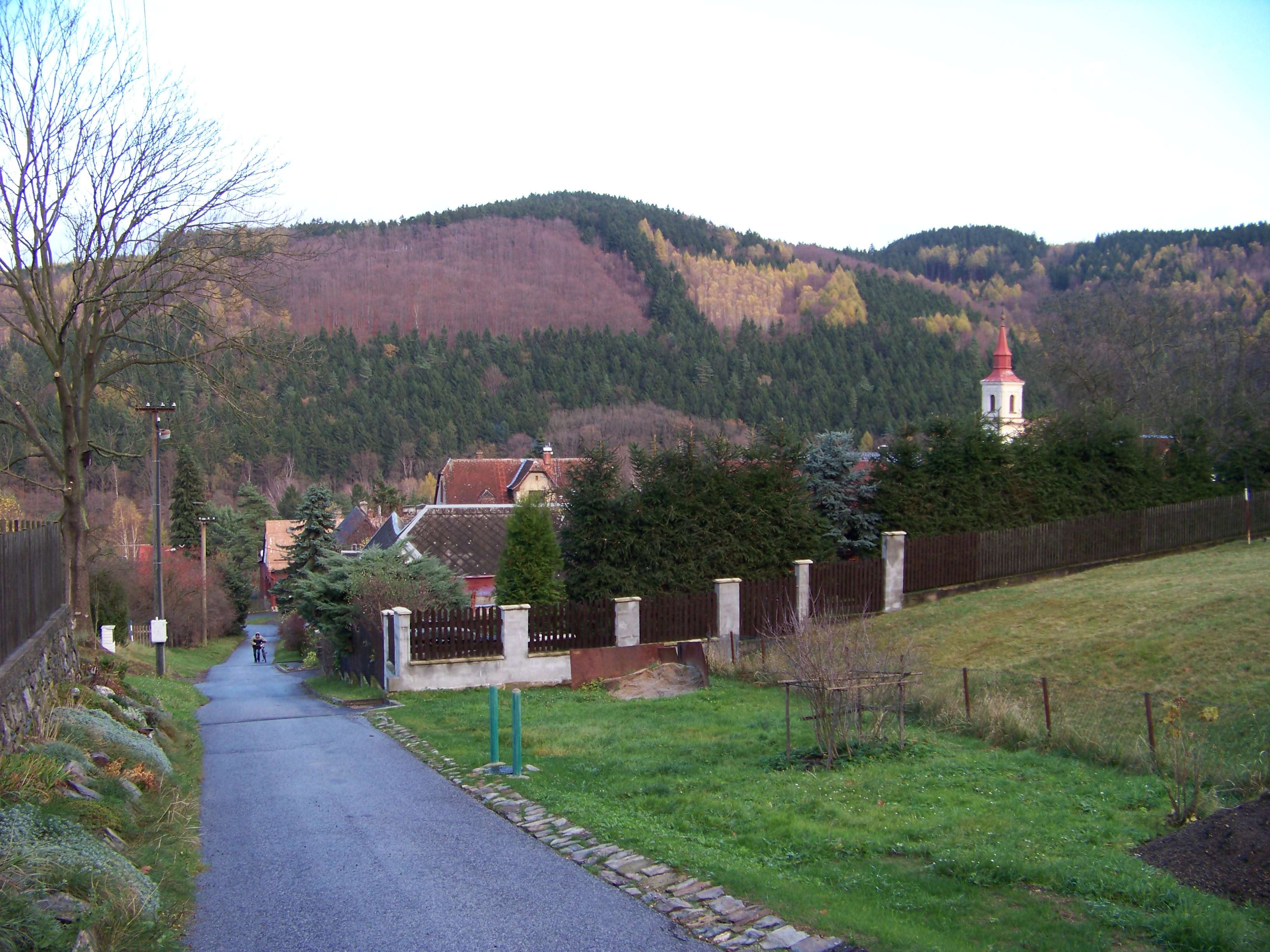
Výhled na Ovčí horu od Andělské Hory

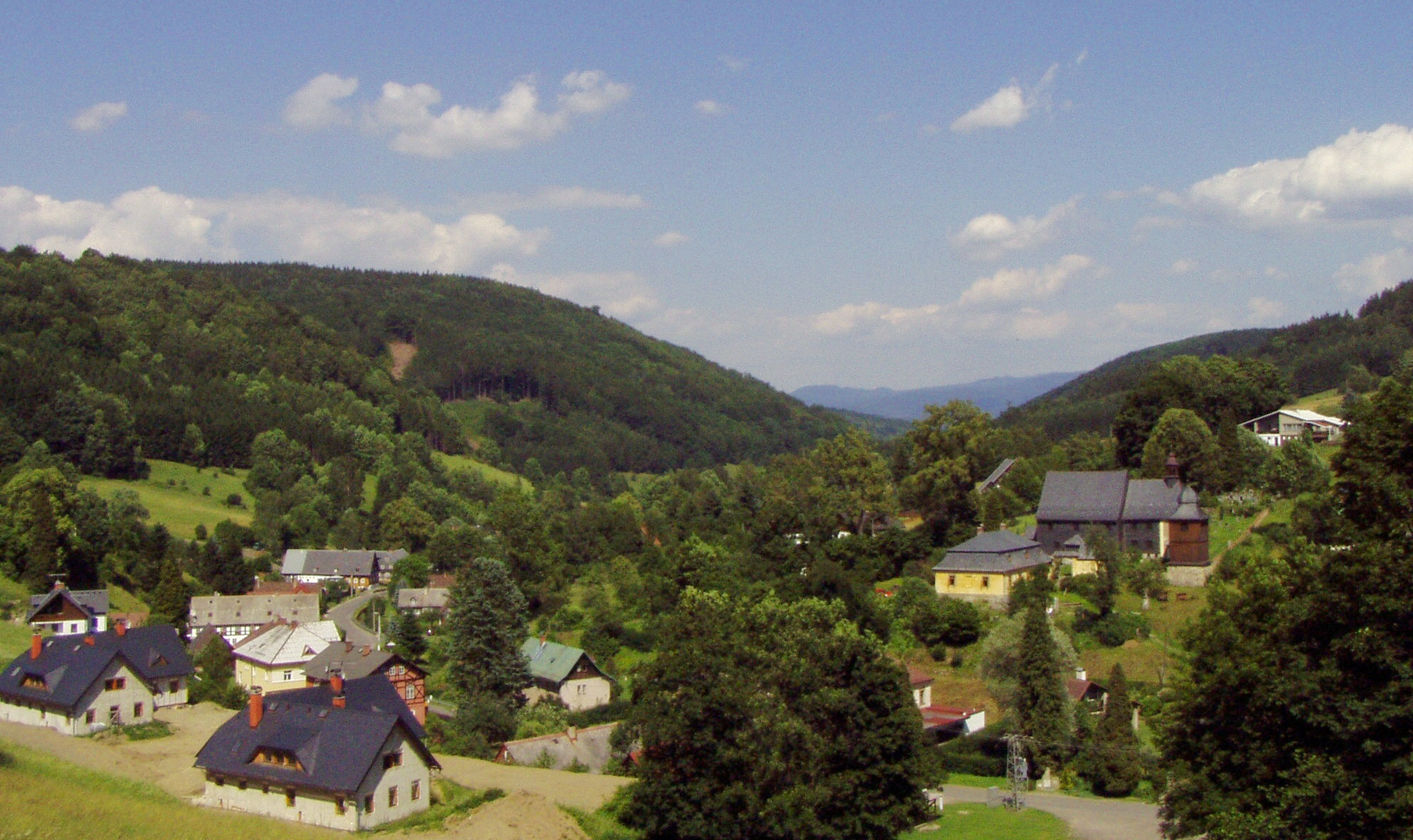
Kryštofovo Údolí v údolí Rokytky

Území se rozkládá zhruba mezi sídly Rynoltice na severozápadě, Chrastava na severu, Liberec na východě a Křižany na jihozápadě. Dovnitř území částečně zasahuje Chrastava a celá uvnitř leží protáhlá obec Kryštofovo Údolí.

## Charakter území
Zahrnuta jsou chráněná území CHKO Lužické hory, PR Hamrštejn, PR Dlouhá hora, NPR Karlovské bučiny, PR Velký Vápenný, PP Bílé kameny a PPk Ještěd.

## Geomorfologické členění
Okrsek Kryštofovy hřbety (dle třídění Jaromíra Demka IVA–3A–1) náleží do celku Ještědsko-kozákovský hřbet a podcelku Ještědský hřbet. Dále se člení na podokrsky Vápenný hřbet na západě a Rozsošský hřbet na východě. Hřbety sousedí na jihu se sesterským okrskem, Hlubockým hřbetem. Dále sousedí s celky Žitavská pánev na severu a východě, Lužické hory na severozápadě a Ralská pahorkatina na jihozápadě.

## Nejvyšší vrcholy
Nejvyšším vrcholem Kryštofových hřbetů je Černá hora (811 m n. m.).
- Černá hora (811 m), Rozsošský hřbet
- Vápenný (790 m), Vápenný hřbet
- Rozsocha (767 m), Rozsošský hřbet
- Malý Ještěd (754 m), Vápenný hřbet
- Dlouhá hora (748 m), Rozsošský hřbet
- Zdislavský Špičák (688) m, Vápenný hřbet
- Malý Vápenný (687 m), Vápenný hřbet
- Lom (683 m), Vápenný hřbet
- Spálený vrch (660 m), Rozsošský hřbet
- Jítravský vrch (651 m), Vápenný hřbet
- Vysoká (545 m), Vápenný hřbet
- Ostrý vrch (511 m), Vápenný hřbet
- Ovčí hora (496 m), Vápenný hřbet